# Вуличні перегони
Вуличні перегони (англ. street racing) — нелегальні перегони на приватних автомобілях, що проводяться на громадських дорогах.
Стріт-рейсинг — американський винахід.[джерело?]
Він являє собою перегони на максимальне прискорення по прямій ділянці траси з твердим покриттям на 1 / 2 або 1 / 4 милі (804 або 402 метри). У кожному заїзді беруть участь тільки два автомобілі або мотоцикла. Для того, щоб зрівняти початкові шанси учасників, встановлена класифікація за типами конструкції, ваги і об'єму двигуна. Переможець в кожному класі визначається по олімпійській системі.
Фіксована дистанція відрізняє дрег-рейсинг від стріт-рейсинга, в якому основне завдання — прийти до заздалегідь обумовленого фінішу будь-яким маршрутом. На відміну від останнього, дрег-рейсинг безпечний для решти учасників дорожнього руху, так як змагання проходять на спеціальних трасах за чітко встановленими правилами; тому за кордоном ці гонки мають статус міжнародних змагань, визнаних FIA.
Стріт-рейсинг або Street-challenge-вид вуличних гонок виник в Росії.
Ідея виникла за образом і подобою гран-прі в Монако. Гонка проходить по вулицях міста, тільки Російська гонка куди небезпечніша, адже для неї не перекривають рух транспорту. І через це він ніколи не стане легальним, дуже небезпечна забава!
Американці стверджують, що офіційна історія дрег-рейсингу почалася в 1948 році на спеціально збудованому для дрег-рейсингу треку в каліфорнійському місті Голета.
Насправді ж, неофіційна літопис цього виду авто-і мотоспорту ведеться з середини 20-х років, коли на гладкому дні висохлого озера Мохаве, що в Каліфорнії, були проведені перші гонки. Їздити можна було на чому завгодно: головне, щоб засіб пересування мав мотор і колеса … Метою було розвинути максимальну швидкість на певній дистанції в одну чверть милі (402 метри). Мабуть, 402 метри виявилися оптимальною дистанцією для максимального прискорення, на якій ще можна спостерігати і старт, і фініш цих американських «бомб на колесах». Іноді вони не витримували і цієї дистанції і вибухали …
Європа
Найперші згадки про дрег-рейсинг у Європі зявілися до 30-х років 20 століття. Піонером дрег-рейсингу в Європі була Англія. Саме там відбулися перші змагання (заїзди на 440 ярдів), згодом дали початок англійської традиції дрег-рейсингу. У ті часи змагання проводилися на закритій приватній дорозі. Друга Світова війна надовго зупинила розвиток дрег-рейсингу — Європа занурена у війну, всі сили вкладені у військову промисловість. Проте, в якійсь мірі війна посприяла відродженню європейського дрег-рейсингу, хоча інакше, ніж в Америці. Справа в тому, що в період війни на території Англії було побудовано безліч злітно-посадочних смуг. Ті смуги, що стали непотрібними після закінчення війни, дали можливість створювати ідеальні дрегстріпи. Зокрема, перший справжній європейський дрегстріп Санта Під знаходиться на місці колишньої бази американських бомбардувальників.
Але по-справжньому Європу захльостує хвиля дрег-рейсингу лише в 60-х. Услід за рок-н-ролом з іншого боку океану приходить і дрег-рейсінг. У 1959 році з'являється перший молодіжний клуб любителів хот- пологів. Саме його засновники перетворили любительські покатушки на престижний спорт.